# Megalurulus llaneae
Megalurulus llaneae е вид птица от семейство Locustellidae. Видът е почти застрашен от изчезване.

## Разпространение
Видът е разпространен в Папуа Нова Гвинея.